# Racing Swimming Club Mechelen Waterpolo
Racing Swimming Club Mechelen Waterpolo is een Belgische waterpoloclub uit Mechelen. Ze is aangesloten bij de KBZB. Het eerste herenteam komt sinds 2010 uit in de Superleague.

## Geschiedenis
RSC Mechelen werd opgericht in 1921 als onderdeel van de toenmalige grootclub, Racing Mechelen. Naast het waterpolo telde de club meerdere sportcategorieën, met onder andere voetbal, basketbal, tennis, atletiek en zwemmen.
De oprichting vond plaats aan de Heverbrug aan de Leuvense Vaart. Het kanaal Leuven-Mechelen deed toen dienst als zwembad, enkele jaren voor de officiële opening van het ondertussen historische "ouden dok". In 1924 nam de zwemclub zijn intrek in het zwembad aan het Rode Kruisplein. In 1974 scheurde de zwemafdeling zich af van de grootclub Racing Voetbal en ging verder haar eigen weg als Racing Swimming Club Mechelen vzw.
In 1998 nam voorzitter Guido Claes het over van zijn voorganger Marc Bourgeois. Op dat moment telde de waterpolo-afdeling nog maar enkele tientallen leden met weinig of geen jeugdopleiding en matige resultaten in 3de klasse. De waterpolo-afdeling kwam op dat moment bijna aan het eind van haar bestaan, waarna besloten werd opnieuw geheel te investeren in de opleiding van jeugdteams.
Een jaar later moest de club een zware opdoffer verwerken toen besloten werd dat "den ouden dok" om verschillende redenen moest sluiten. Het gebouw waar de club al 76 jaar zijn thuis had, was te oud om te blijven onderhouden en te duur om te renoveren op dat moment. Deze beslissing stuitte op heel wat tegenstand, met zelfs protestacties op de Grote Markt van Mechelen, vanwege het gebrek aan zwemwater.
Na aandringen van de club en de leden vond de RSCM zijn nieuwe thuis in het zwemcomplex aan de Geerdegem-vaart, in de volksmond ook wel "de nieuwen dok" genoemd.
De volgende jaren behaalde de gouden generatie van 1999 meerdere titels in zo goed als alle leeftijdscategorieën. In hun kielzog behaalden ook latere jeugdploegen telkens opnieuw successen in verschillende jeugdcategorieën.
Onder impuls van de ondertussen 15-16-jarige spelers die uit de gouden generatie waren overgebleven, begon nu ook de Heren 1-ploeg zich stilaan op te maken om te presteren op het hoogste niveau. De RSCM speelde voor 2003-2004 nooit eerder in de 1ste klasse. Na het eerste jaar degradeerden de Heren 1 terug naar de tweede klasse, maar het jaar daarop speelden zij weer voor promotie naar de hoogste afdeling en nadien slaagde de RSCM erin door te groeien tot de subtop en zelfs de top van België in de hoogste klasse. Vier spelers uit de gouden generatie van 1999 maken tot op de dag van vandaag nog steeds deel uit van de basis van de Heren 1. In 2018 slaagde de RSCM erin om voor het eerst in zijn geschiedenis de Beker van België te veroveren in een spannende finale tegen CNT Doornik die eindigde in 9-8. In 2022 behaalde werd de club landskampioen.

## Palmares
| Seizoen   | Afdeling     | Belgisch kampioenschap | Beker van België | Supercup |
| --------- | ------------ | ---------------------- | ---------------- | -------- |
| 2004-2005 | 2de klasse   | Kampioen               |                  |          |
| 2005-2006 | 1ste klasse  | 8ste plaats            |                  |          |
| 2006-2007 | 1ste klasse  | 9de plaats             | 1/16 finale      |          |
| 2007-2008 | 1ste klasse  | 9de plaats             | 1/8 finale       |          |
| 2008-2009 | 1ste klasse  | 7de plaats             | 1/4 finale       |          |
| 2009-2010 | 1ste klasse  | 6de plaats             | 1/4 finale       |          |
| 2010-2011 | 1ste klasse  | Bronzen medaille       | 1/2 finale       |          |
| 2011-2012 | 1ste klasse  | -                      | 1/8 finale       |          |
| 2012-2013 | 1ste klasse  | 5de plaats             | 1/4 finale       |          |
| 2013-2014 | Super League | Bronzen medaille       | 1/4 finale       |          |
| 2014-2015 | Super League | Bronzen medaille       | 1/2 finale       |          |
| 2015-2016 | Super League | Bronzen medaille       | 1/2 finale       |          |
| 2016-2017 | Super League | 4de plaats             | 1/2 finale       |          |
| 2017-2018 | Super League | 4de plaats             | Winnaar          |          |
| 2018-2019 | Super League | 5de plaats             | 1/2 finale       | Winnaar  |
| 2019-2020 | Super League | annulatie - Covid      |                  |          |
| 2020-2021 | Super League | annulatie - Covid      |                  |          |
| 2021-2022 | Super League | 1e plaats              |                  |          |
| 2022-2023 | Super League | 2e plaats              |                  |          |